# Waun-gron Park (stacja kolejowa)
Waun-gron Park (ang. Waun-gron Park railway station, wal: Parc Waun-gron) – stacja kolejowa w Cardiff, w Walii. 
Stacja znajduje się 4 km na zachód od Cardiff Central. Usługi pasażerskie prowadzone są przez Arriva Trains Wales.

## Połączenia
Pociągi kursują co pół godziny w każdym kierunku od poniedziałku do soboty (podczas dnia), w kierunku wschodnim do Coryton poprzez Cardiff Central oraz w kierunku zachodnim do Radyr (gdzie dostępne są połączenia do stacji położonych dalej na północ). Wieczorami połączenia oferowane są raz na godzinę. W niedzielę pociągi nie kursują.

## Linie kolejowe
- Cardiff City Line